# William Barber Tyler
William Barber Tyler (* 5. Juni 1806 in Derby, Vermont; † 18. Juni 1849 in Providence, Rhode Island) war ein US-amerikanischer römisch-katholischer Geistlicher und der erste Bischof von Hartford.

## Leben
Tyler konvertierte etwa um das Jahr 1821 vom Protestantismus zum Katholizismus.
Er absolvierte in Boston ein Studium der Theologie und empfing am 3. Juni 1829 durch Bischof Benedict Joseph Fenwick das Sakrament der Priesterweihe für das damalige Bistum Boston.
Mit der Gründung des Bistums Hartford als Suffraganbistum des Erzbistums Boston durch Papst Gregor XVI. am 28. November 1843 wurde Tyler zum ersten Bischof der Diözese ernannt. Die Bischofsweihe empfing er am 17. März des darauffolgenden Jahres durch den Bostoner Bischof Benedict Joseph Fenwick; Mitkonsekratoren waren Richard Vincent Whelan, Bischof von Richmond, und Andrew Byrne, Bischof von Little Rock. Am 14. April 1844 erfolgte die Inthronisation.
Tyler starb am 18. Juni 1849 an rheumatischem Fieber.